# Coppa Europa di sci alpino 2010
La Coppa Europa di sci alpino 2010 fu la 39ª edizione della manifestazione organizzata dalla Federazione Internazionale Sci.
La stagione maschile iniziò il 9 novembre 2009 a Reiteralm, in Austria, e si concluse il 13 marzo 2010 a Kranjska Gora, in Slovenia; furono disputate 36 delle 38 gare in programma (7 discese libere, 5 supergiganti, 9 slalom giganti, 13 slalom speciali, 2 supercombinate), in 20 diverse località. Lo svizzero Christian Spescha si aggiudicò la classifica generale; il suo connazionale Cornel Züger vinse la classifica di discesa libera, il ceco Petr Záhrobský quella di supergigante, l'austriaco Christoph Nösig quella di slalom gigante, lo svedese Anton Lahdenperä quella di slalom speciale e l'italiano Paolo Pangrazzi quella di combinata. L'austriaco Florian Scheiber era il detentore uscente della Coppa generale.
La stagione femminile iniziò il 20 novembre 2009 a Wittenburg, in Germania, e si concluse il 13 marzo 2010 a Tarvisio, in Italia; furono disputate 33 delle 35 gare in programma (5 discese libere, 7 supergiganti, 9 slalom giganti, 10 slalom speciali, 2 supercombinate), in 19 diverse località. La tedesca Lena Dürr si aggiudicò la classifica generale; la svizzera Rabea Grand vinse quella di discesa libera, l'austriaca Mariella Voglreiter quella di supergigante, la norvegese Lene Løseth quella di slalom gigante, l'austriaca Bernadette Schild quella di slalom speciale e l'italiana Elena Curtoni quella di combinata. L'austriaca Karin Hackl era la detentrice uscente della Coppa generale.

## Uomini

### Risultati
| Data             | Località                    | Nazione   | Spec. | Primo                          | Secondo             | Terzo                 |
| ---------------- | --------------------------- | --------- | ----- | ------------------------------ | ------------------- | --------------------- |
| 9 novembre 2009  | Reiteralm                   | Austria   | SG    | Patrick Küng                   | Philipp Schörghofer | Ed Drake              |
| 10 novembre 2009 | Reiteralm                   | Austria   | SG    | Petr Záhrobský                 | Patrick Küng        | Stephan Görgl         |
| 17 novembre 2009 | Wittenburg                  | Germania  | SL    | Hans Olsson                    | Axel Bäck           | Kilian Albrecht       |
| 25 novembre 2009 | Levi                        | Finlandia | GS    | Christian Spescha              | Hans Olsson         | Marc Gisin            |
| 26 novembre 2009 | Levi                        | Finlandia | GS    | Kryštof Krýzl                  | Anthony Obert       | Björn Sieber          |
| 2 dicembre 2009  | Val Thorens                 | Francia   | GS    | Omar Longhi                    | Alexandre Anselmet  | Janez Jazbec          |
| 3 dicembre 2009  | Val Thorens                 | Francia   | SL    | Marc Gini                      | Mattias Hargin      | Alexandre Anselmet    |
| 9 dicembre 2009  | Lenzerheide                 | Svizzera  | SL    | annullata                      | annullata           | annullata             |
| 11 dicembre 2009 | Plan de Corones/San Vigilio | Italia    | GS    | Björn Sieber                   | Florian Eisath      | Christoph Nösig       |
| 12 dicembre 2009 | Plan de Corones/San Vigilio | Italia    | GS    | Florian Eisath                 | Anthony Obert       | Björn Sieber          |
| 16 dicembre 2009 | Obereggen                   | Italia    | SL    | Giuliano Razzoli               | Reinfried Herbst    | Mattias Hargin        |
| 18 dicembre 2009 | Pozza di Fassa              | Italia    | SL    | Jens Byggmark Reinfried Herbst |                     | Marc Gini             |
| 19 dicembre 2009 | Madonna di Campiglio        | Italia    | SL    | Michael Janyk                  | Axel Bäck           | Cristian Deville      |
| 7 gennaio 2010   | Wengen                      | Svizzera  | DH    | Thomas Singer                  | Joachim Puchner     | Yannick Bertrand      |
| 14 gennaio 2010  | Patscherkofel               | Austria   | DH    | Ami Oreiller                   | Paolo Pangrazzi     | Christian Spescha     |
| 15 gennaio 2010  | Patscherkofel               | Austria   | DH    | Christian Spescha              | Ami Oreiller        | Siegmar Klotz         |
| 17 gennaio 2010  | Kirchberg in Tirol          | Austria   | GS    | Christoph Nösig                | Hannes Reichelt     | Kjetil Jansrud        |
| 18 gennaio 2010  | Kirchberg in Tirol          | Austria   | SL    | Trevor White                   | Axel Bäck           | Anton Lahdenperä      |
| 22 gennaio 2010  | Bansko                      | Bulgaria  | SL    | Naoki Yuasa                    | Stefano Gross       | Anthony Obert         |
| 22 gennaio 2010  | Bansko                      | Bulgaria  | SL    | Naoki Yuasa                    | Will Brandenburg    | Matic Skube           |
| 27 gennaio 2010  | Les Orres                   | Francia   | DH    | Marc Gisin                     | Siegmar Klotz       | Yannick Bertrand      |
| 28 gennaio 2010  | Les Orres                   | Francia   | DH    | Siegmar Klotz                  | Cornel Züger        | Ralf Kreuzer          |
| 29 gennaio 2010  | Les Orres                   | Francia   | SG    | Christian Spescha              | Petr Záhrobský      | Andreas Strodl        |
| 8 febbraio 2010  | Méribel                     | Francia   | GS    | Christoph Nösig                | Florian Eisath      | Omar Longhi           |
| 9 febbraio 2010  | Méribel                     | Francia   | SL    | Matic Skube                    | Anton Lahdenperä    | Victor Muffat Jeandet |
| 11 febbraio 2010 | Oberjoch                    | Germania  | GS    | Matts Olsson                   | Christoph Nösig     | Marc Berthod          |
| 12 febbraio 2010 | Oberjoch                    | Germania  | SL    | Reinfried Herbst               | Marc Gini           | Felix Neureuther      |
| 18 febbraio 2010 | Monte Pora                  | Italia    | GS    | annullata                      | annullata           | annullata             |
| 19 febbraio 2010 | Monte Pora                  | Italia    | SL    | Christoph Dreier               | Stefano Gross       | Hannes Brenner        |
| 2 marzo 2010     | Sarentino                   | Italia    | DH    | Cornel Züger                   | Joachim Puchner     | Vitus Lüönd           |
| 3 marzo 2010     | Sarentino                   | Italia    | SC    | Andy Plank                     | Hannes Wagner       | Mauro Caviezel        |
| 4 marzo 2010     | Sarentino                   | Italia    | SC    | Paolo Pangrazzi                | Mathieu Faivre      | Joachim Puchner       |
| 5 marzo 2010     | Sarentino                   | Italia    | SG    | Joachim Puchner                | Ami Oreiller        | Marc Gisin            |
| 7 marzo 2010     | Platak                      | Croazia   | SL    | Anthony Obert                  | Axel Bäck           | Anton Lahdenperä      |
| 8 marzo 2010     | Kranjska Gora               | Slovenia  | GS    | Philipp Schörghofer            | Alexis Pinturault   | Sébastien Pichot      |
| 9 marzo 2010     | Kranjska Gora               | Slovenia  | SL    | Felix Neureuther               | Jens Byggmark       | Stefano Gross         |
| 11 marzo 2010    | Tarvisio                    | Italia    | SG    | Rok Perko                      | Cornel Züger        | Andrej Križaj         |
| 13 marzo 2010    | Tarvisio                    | Italia    | DH    | Steven Nyman                   | Cornel Züger        | Andreas Romar         |

Legenda:

DH = discesa libera

SG = supergigante

GS = slalom gigante

SL = slalom speciale

SC = supercombinata

### Classifiche

#### Generale
| Pos. | Nome              | Nazione  | Punti |
| ---- | ----------------- | -------- | ----- |
| 1    | Christian Spescha | Svizzera | 666   |
| 2    | Anthony Obert     | Francia  | 603   |
| 3    | Marc Gisin        | Svizzera | 568   |
| 4    | Christoph Nösig   | Austria  | 565   |
| 5    | Joachim Puchner   | Austria  | 560   |
| 6    | Ami Oreiller      | Svizzera | 544   |
| 7    | Cornel Züger      | Svizzera | 537   |
| 8    | Bernhard Graf     | Austria  | 507   |
| 9    | Anton Lahdenperä  | Svezia   | 474   |
| 10   | Björn Sieber      | Austria  | 453   |

#### Discesa libera
| Pos. | Nome              | Nazione  | Punti |
| ---- | ----------------- | -------- | ----- |
| 1    | Cornel Züger      | Svizzera | 405   |
| 2    | Siegmar Klotz     | Italia   | 354   |
| 3    | Ami Oreiller      | Svizzera | 308   |
| 4    | Marc Gisin        | Svizzera | 275   |
| 5    | Christian Spescha | Svizzera | 265   |

#### Supergigante
| Pos. | Nome                | Nazione   | Punti |
| ---- | ------------------- | --------- | ----- |
| 1    | Petr Záhrobský      | Rep. Ceca | 275   |
| 2    | Joachim Puchner     | Austria   | 240   |
| 3    | Patrick Küng        | Svizzera  | 209   |
| 4    | Philipp Schörghofer | Austria   | 181   |
| 5    | Christian Spescha   | Svizzera  | 158   |

#### Slalom gigante
| Pos. | Nome            | Nazione | Punti |
| ---- | --------------- | ------- | ----- |
| 1    | Christoph Nösig | Austria | 409   |
| 2    | Florian Eisath  | Italia  | 380   |
| 3    | Björn Sieber    | Austria | 347   |
| 4    | Matts Olsson    | Svezia  | 340   |
| 5    | Anthony Obert   | Francia | 293   |

#### Slalom speciale
| Pos. | Nome             | Nazione  | Punti |
| ---- | ---------------- | -------- | ----- |
| 1    | Anton Lahdenperä | Svezia   | 474   |
| 2    | Axel Bäck        | Svezia   | 450   |
| 3    | Jens Byggmark    | Svezia   | 353   |
| 4    | Stefano Gross    | Italia   | 352   |
| 5    | Christoph Dreier | Austria  | 325   |
| 5    | Naoki Yuasa      | Giappone | 325   |

#### Combinata
| Pos. | Nome                | Nazione  | Punti |
| ---- | ------------------- | -------- | ----- |
| 1    | Paolo Pangrazzi     | Italia   | 145   |
| 2    | Andy Plank          | Italia   | 124   |
| 3    | Mathieu Faivre      | Francia  | 98    |
| 4    | Philipp Schörghofer | Austria  | 90    |
| 5    | Hannes Wagner       | Germania | 88    |

## Donne

### Risultati
| Data             | Località              | Nazione  | Spec. | Prima                | Seconda                      | Terza                   |
| ---------------- | --------------------- | -------- | ----- | -------------------- | ---------------------------- | ----------------------- |
| 20 novembre 2009 | Wittenburg            | Germania | SL    | Camilla Borsotti     | Lena Dürr                    | Barbara Prantl          |
| 28 novembre 2009 | Funäsdalen            | Svezia   | GS    | Martina Geisler      | Sara Hector                  | Lotte Smiseth Sejersted |
| 29 novembre 2009 | Funäsdalen            | Svezia   | SL    | Carmen Thalmann      | Emelie Wikström              | Michaela Nösig          |
| 30 novembre 2009 | Funäsdalen            | Svezia   | SL    | Emelie Wikström      | Carmen Thalmann              | Bernadette Schild       |
| 4 dicembre 2009  | Kvitfjell             | Norvegia | GS    | Lena Dürr            | Lene Løseth                  | Sara Hector             |
| 5 dicembre 2009  | Kvitfjell             | Norvegia | SC    | Mona Løseth          | Ramona Siebenhofer           | Carmen Thalmann         |
| 17 dicembre 2009 | Altenmarkt-Zauchensee | Austria  | SC    | annullata            | annullata                    | annullata               |
| 16 dicembre 2009 | Alleghe               | Italia   | GS    | Ramona Siebenhofer   | Lena Dürr                    | Sarah Schleper          |
| 17 dicembre 2009 | Alleghe               | Italia   | GS    | Ramona Siebenhofer   | Sarah Schleper               | Lena Dürr               |
| 18 dicembre 2009 | Alleghe               | Italia   | SL    | Marlies Schild       | Christina Geiger             | Brigitte Acton          |
| 19 dicembre 2009 | Pozza di Fassa        | Italia   | SL    | Manuela Mölgg        | Nicole Gius                  | Emelie Wikström         |
| 11 gennaio 2010  | Caspoggio             | Italia   | SC    | Elena Curtoni        | Esther Good                  | Camilla Borsotti        |
| 14 gennaio 2010  | Caspoggio             | Italia   | DH    | Mariella Voglreiter  | Stefanie Moser               | Anne-Sophie Koehn       |
| 15 gennaio 2010  | Caspoggio             | Italia   | DH    | Leanne Smith         | Margret Altacher             | Elena Curtoni           |
| 19 gennaio 2010  | Sankt Moritz          | Svizzera | DH    | Rabea Grand          | Ramona Siebenhofer           | Enrica Cipriani         |
| 20 gennaio 2010  | Sankt Moritz          | Svizzera | SG    | Camilla Borsotti     | Denise Feierabend            | Elena Curtoni           |
| 21 gennaio 2010  | Sankt Moritz          | Svizzera | SG    | Francesca Marsaglia  | Elena Curtoni                | Elena Prosteva          |
| 22 gennaio 2010  | Melchsee-Frutt        | Svizzera | SL    | Veronika Zuzulová    | Therese Borssén              | Barbara Wirth           |
| 25 gennaio 2010  | Crans-Montana         | Svizzera | GS    | Lene Løseth          | Kajsa Kling                  | Martina Geisler         |
| 27 gennaio 2010  | Gressoney-La-Trinité  | Italia   | SL    | Christina Geiger     | Chiara Costazza              | Barbara Wirth           |
| 29 gennaio 2010  | Courchevel            | Francia  | GS    | Bernadette Schild    | Karin Hackl                  | Ramona Siebenhofer      |
| 11 febbraio 2010 | Götschen              | Germania | GS    | Karin Hackl          | Stefanie Köhle               | Lene Løseth             |
| 12 febbraio 2010 | Lenggries             | Germania | SL    | Veronika Zuzulová    | Christina Geiger             | Marlies Schild          |
| 18 febbraio 2010 | Formigal              | Spagna   | SG    | Margret Altacher     | Mariella Voglreiter          | Marianne Abderhalden    |
| 19 febbraio 2010 | Formigal              | Spagna   | SG    | Mariella Voglreiter  | Stefanie Moser Nina Tipotsch |                         |
| 22 febbraio 2010 | La Molina             | Spagna   | SL    | Monica Hübner        | Bernadette Schild            | Barbara Wirth           |
| 24 febbraio 2010 | Soldeu                | Andorra  | GS    | Lena Dürr            | Lene Løseth                  | Karin Hackl             |
| 1º marzo 2010    | Auron                 | Francia  | SG    | Mariella Voglreiter  | Elena Curtoni                | Priska Nufer            |
| 2 marzo 2010     | Auron                 | Francia  | SG    | Christina Staudinger | Elena Curtoni                | Mariella Voglreiter     |
| 4 marzo 2010     | Auron                 | Francia  | SG    | annullata            | annullata                    | annullata               |
| 9 marzo 2010     | Tarvisio              | Italia   | DH    | Kajsa Kling          | Rabea Grand                  | Isabelle Stiepel        |
| 10 marzo 2010    | Tarvisio              | Italia   | DH    | Kajsa Kling          | Verena Stuffer               | Isabelle Stiepel        |
| 11 marzo 2010    | Tarvisio              | Italia   | SG    | Regina Mader         | Priska Nufer                 | Mariella Voglreiter     |
| 12 marzo 2010    | Kranjska Gora         | Slovenia | GS    | Ana Drev             | Mona Løseth                  | Anna Hofer              |
| 13 marzo 2010    | Kranjska Gora         | Slovenia | SL    | Veronika Zuzulová    | Anémone Marmottan            | Sara Hector             |

Legenda:

DH = discesa libera

SG = supergigante

GS = slalom gigante

SL = slalom speciale

SC = supercombinata

### Classifiche

#### Generale
| Pos. | Nome                | Nazione  | Punti |
| ---- | ------------------- | -------- | ----- |
| 1    | Lena Dürr           | Germania | 858   |
| 2    | Ramona Siebenhofer  | Austria  | 762   |
| 3    | Elena Curtoni       | Italia   | 692   |
| 4    | Mariella Voglreiter | Austria  | 676   |
| 5    | Bernadette Schild   | Austria  | 609   |
| 6    | Francesca Marsaglia | Italia   | 564   |
| 7    | Camilla Borsotti    | Italia   | 548   |
| 7    | Lene Løseth         | Norvegia | 548   |
| 9    | Barbara Wirth       | Germania | 507   |
| 10   | Sara Hector         | Svezia   | 486   |

#### Discesa libera
| Pos. | Nome                | Nazione  | Punti |
| ---- | ------------------- | -------- | ----- |
| 1    | Rabea Grand         | Svizzera | 225   |
| 2    | Stefanie Moser      | Austria  | 213   |
| 3    | Kajsa Kling         | Svezia   | 200   |
| 4    | Mariella Voglreiter | Austria  | 190   |
| 5    | Enrica Cipriani     | Italia   | 164   |

#### Supergigante
| Pos. | Nome                 | Nazione  | Punti |
| ---- | -------------------- | -------- | ----- |
| 1    | Mariella Voglreiter  | Austria  | 462   |
| 2    | Elena Curtoni        | Italia   | 369   |
| 3    | Francesca Marsaglia  | Italia   | 318   |
| 4    | Priska Nufer         | Svizzera | 301   |
| 5    | Christina Staudinger | Austria  | 298   |

#### Slalom gigante
| Pos. | Nome               | Nazione  | Punti |
| ---- | ------------------ | -------- | ----- |
| 1    | Lene Løseth        | Norvegia | 506   |
| 2    | Lena Dürr          | Germania | 464   |
| 3    | Ramona Siebenhofer | Austria  | 369   |
| 4    | Martina Geisler    | Austria  | 291   |
| 5    | Kathrin Fuhrer     | Svizzera | 278   |

#### Slalom speciale
| Pos. | Nome              | Nazione    | Punti |
| ---- | ----------------- | ---------- | ----- |
| 1    | Bernadette Schild | Austria    | 393   |
| 2    | Emelie Wikström   | Svezia     | 388   |
| 3    | Carmen Thalmann   | Austria    | 367   |
| 4    | Barbara Wirth     | Germania   | 356   |
| 5    | Veronika Zuzulová | Slovacchia | 300   |

#### Combinata
| Pos. | Nome               | Nazione  | Punti |
| ---- | ------------------ | -------- | ----- |
| 1    | Elena Curtoni      | Italia   | 114   |
| 2    | Esther Good        | Svizzera | 106   |
| 3    | Mona Løseth        | Norvegia | 100   |
| 4    | Ramona Siebenhofer | Austria  | 80    |
| 5    | Michaela Nösig     | Austria  | 77    |